# Coosada
Coosada è un comune degli Stati Uniti d'America situato nella contea di Elmore dello Stato dell'Alabama.